# Secretaria de Produção e Agroenergia
A Secretaria de Produção e Agroenergia (SPAE) é um órgão específico singular, subordinado ao Ministério da Agricultura, Pecuária e Abastecimento do Brasil. Formula, supervisiona e avalia políticas, programas e ações para os setores cafeeiro, sucro-alcooleiro e agroenergético. Em sua esfera de atuação relacionam-se assuntos ligados à produção de cana-de-açúcar, etanol, açúcar, biocombustíveis, florestas plantadas e café. Procede às atividades de secretaria-executiva do Conselho Deliberativo da Política Cafeeira - CDPC e do Conselho Interministerial do Açúcar e do Álcool – CIMA.

## Estrutura
Instituída em 2005, SPAE é composta pelo Departamento de Café e pelo Departamento de Cana-de-Açúcar e Agroenergia.
O Departamento de Cana-de-Açúcar e Agroenergia (DCAA) busca projetar o Brasil como liderança mundial em agroenergia. O DCAA representa o ministério em diversos acordos internacionais para cooperação na produção sucroalcooleira e energética. Também são acompanhados pelo departamento a produção brasileira de cana-de-açúcar, etanol e açúcar, gerando dados econômicos e estatísticos, referência doméstica e internacional para diversas instituições públicas e privadas, disponibilizados quinzenalmente no sítio do Ministério. O departamento representa o ministério na Organização Internacional do Açúcar (OIA), que congrega os maiores países produtores, consumidores, importadores e exportadores do produto. O setor é responsável pela interlocução do Estado com o setor privado sucroalcooleiro, por meio das câmaras setoriais, monitorando o abastecimento de etanol e a produção das usinas. Além disso, o DCAA promove a internacionalização dos biocombustíveis, a expansão sustentável de agroenergia por meio do Zoneamento Agroecológico da Cana-de-Açúcar (ZaeCana) e a  formulação de políticas para financiamento de estoques e de apoio aos produtores de cana-de-açúcar.
O Departamento do Café (DCAF) é responsável pela formulação e gestão de políticas públicas para o setor cafeeiro. O departamento promove, coordena e avalia os projetos, políticas e diretrizes setoriais emanadas pelo Conselho Deliberativo da Política do Café (CDPC), instância máxima deliberativa da cafeicultura nacional.
Cabe ao departamento, ainda, planejar, coordenar e acompanhar ações para a aplicação dos recursos do Fundo de Defesa da Economia Cafeeira (Funcafé), atuando na elaboração da proposta orçamentária anual e gerenciando a contabilidade dos atos e fatos relativos à sua operacionalização.